# Emmanuel Foulon
Emmanuel Foulon, belgijski lokostrelec, * 29. december 1871, †  22. julij 1945.
Sodeloval je na lokostrelskem delu poletnih olimpijskih igrah leta 1900 v disciplini Sur la Perche à la Herse, kjer je osvojil prvo mesto.